# Diego Urdiales
Diego Urdiales Hernández né le 31 mai 1975 à Arnedo (Espagne, La Rioja), est un matador espagnol.

## Carrière
Il se forme à l'école taurine à partir de 11 ans. Il fait ses débuts avec picadors le 21 mars 1992. Le 15 août 1999 il prend l'alternative aux arènes de Dax des mains du maestro Paco Ojeda et de son témoin « El Cordobés », avec des toros de Puerta Hermanos. Il confirme dans les arènes de Las Ventas, le 8 juillet 2001.